# Artas (Isère)
 Artas  es una población y comuna francesa, en la región de Ródano-Alpes, departamento de Isère, en el distrito de Vienne y cantón de Saint-Jean-de-Bournay.

## Demografía
| 646 | 612 | 658 | 895 | 1026 | 1349 |
| Para los censos de 1962 a 1999 la población legal corresponde a la población sin duplicidades (Fuente: INSEE [Consultar]) |     |     |     |      |      |